# Пјаца Навона (Ређо Емилија)
Пјаца Навона је насеље у Италији у округу Ређо Емилија, региону Емилија-Ромања.
Према процени из 2011. у насељу је живело 42 становника. Насеље се налази на надморској висини од 165 м.